# Zinn(II)-fluorid
Zinn(II)-fluorid ist eine anorganisch-chemische Verbindung. Es ist ein Salz aus Zinn und Fluor. Das Zinn hat in diesem Salz die Oxidationszahl +II.

## Gewinnung und Darstellung
Dargestellt werden kann Zinnfluorid durch Umsetzung von Zinn, Zinn(II)-oxid oder Zinn(IV)-oxid mit Flusssäure.
{\displaystyle \mathrm {SnO+2\ HF\longrightarrow SnF_{2}+H_{2}O} }

## Verwendung
In geringer Konzentration wird Zinnfluorid allein oder zusammen mit Aminfluorid oder Natriumfluorid in Zahnpasta als Fluoridlieferant und Plaquereduzierer eingesetzt (ATC-Code: A01AA04). Kombinationspräparate aus Aminfluorid und Zinnfluorid (wie  Meridol) und andere zinnfluoridhaltige Medikamentenlösungen können zu einer Gelbfärbung der Zähne führen. Die Färbung könne mit einer normalen Zahnpasta oder Whitening-Pasta entfernt werden.